# Cupressaceae
Famille
Classification phylogénétique
La famille des Cupressaceae (Cupressacées, aussi nommées Cupressinées) regroupe des plantes gymnospermes spermatophytes. Elle correspond à la plus grande famille de conifères, qui sont résineux et qui possèdent des feuilles résistantes. Le contenu de cette famille a beaucoup changé entre la classification classique et la classification phylogénétique. La famille, qui inclut les cyprès, est référencée parmi les émetteurs de pollens allergisants selon le Réseau National de Surveillance Aérobiologique.

## Étymologie
Le nom vient du genre type Cupressus, nom latin d'un cyprès, du grec, κυπάρισσος / kupárissos, probablement dérivé d'une langue méditerranéenne inconnue. Il s'agissait d'un arbre sacré pour le dieu Pluton, qui changea son jeune compagnon endeuillé Cyparisse en cyprès, d'où son abondance dans les cimetières méditerranéens.

## Morphologie

### Feuillage
Il y a trois types de feuilles caractéristiques de conifères qui apparaissent à des stades différents de développement  : 
- le type cupressoïde : les feuilles sont opposées, squamiformes et les paires sont semblables entre elles.
- le type thuyoïde : les feuilles sont opposées, squamiformes les paires sont différentes entre elles
- le type oxycedroïde : les feuilles sont aciculaires et pseudo-verticillées

## Distribution géographique
Les Cupressaceae ont la particularité d’être très résistants au froid. On les retrouve dans une large distribution et notamment dans les deux hémisphères. Ils sont donc cosmopolites. Cette famille est particulièrement présente dans les hautes latitudes comme les forêts boréales et les toundras et dans des altitudes importantes tels que les montagnes.

## Liste des genres

### Classification phylogénétique
La classification phylogénétique inclut la famille des Taxodiaceae dans les Cupressaceae, sauf le genre Sciadopitys qui fait maintenant partie d'une famille distincte, les Sciadopityaceae.
En classification phylogénétique elle compte 135 espèces réparties en 29 genres :
- Cunninghamia (Hayata) Quinn
  - Cunninghamia R.Br.
- Taiwanioideae (Hayata) Quinn
  - Taiwania Hayata
- Athrotaxidoideae Quinn
  - Athrotaxis D.Don
- Sequoioideae (Luerss.) Quinn
  - Metasequoia Hu & W.C.Cheng
  - Sequoia Endl. — le séquoia à feuilles d'if
  - Sequoiadendron J.Buchholz — le séquoia géant
- Taxodioideae Endl. ex K.Koch
  - Cryptomeria D.Don
  - Glyptostrobus Endl.
  - Taxodium Rich. — les cyprès chauves
- Callitroideae Saxton
  - Papuacedrus H.L.Li
  - Pilgerodendron Florin - le Cyprès de las Guaitecas
  - Libocedrus Endl.
  - Austrocedrus Florin & Boutelje
  - Widdringtonia Endl.
  - Fitzroya Lindl.
  - Diselma Hook.f.
  - Actinostrobus Miq.
  - Callitris Vent. (syn. Frenela)
- Cupressoideae Rich. ex Sweet
  - Thuja L. — les thuyas
  - Thujopsis Siebold & Zucc.
  - Chamaecyparis Spach
  - Fokienia A.Henry & H.H.Thomas
  - Cupressus L. (syn. Callitropsis, × Cupressocyparis, Neocupressus, Xanthocyparis) — les cyprès
  - Juniperus L. (syn. Arceuthos, Sabina) — les genévriers
  - Calocedrus Kurz
  - Tetraclinis Mast.
  - Microbiota Kom.
  - Platycladus Spach - le thuya de Chine

### Classification classique
En classification classique cette famille contenait:
- Actinostrobus Miq.
- Austrocedrus Florin & Boutelje
- Callitris Vent. (syn. Frenela)
- Calocedrus Kurz
- Chamaecyparis Spach
- Cupressus L.
- Diselma Hook.f.
- Fitzroya Lindl.
- Fokienia A.Henry & H.H.Thomas
- Juniperus L. (syn. Arceuthos, Sabina)
- Libocedrus Endl.
- Microbiota Komarov
- Papuacedrus (en) H.L.Li
- Pilgerodendron FlorinActino
- Platycladus Spach
- Tetraclinis Mast.
- Thuja L.
- Thujopsis Siebold & Zucc.
- Widdringtonia Endl.
- Xanthocyparis
- × Cupressocyparis Dallim. (genre hybride Chamaecyparis × Cupressus)

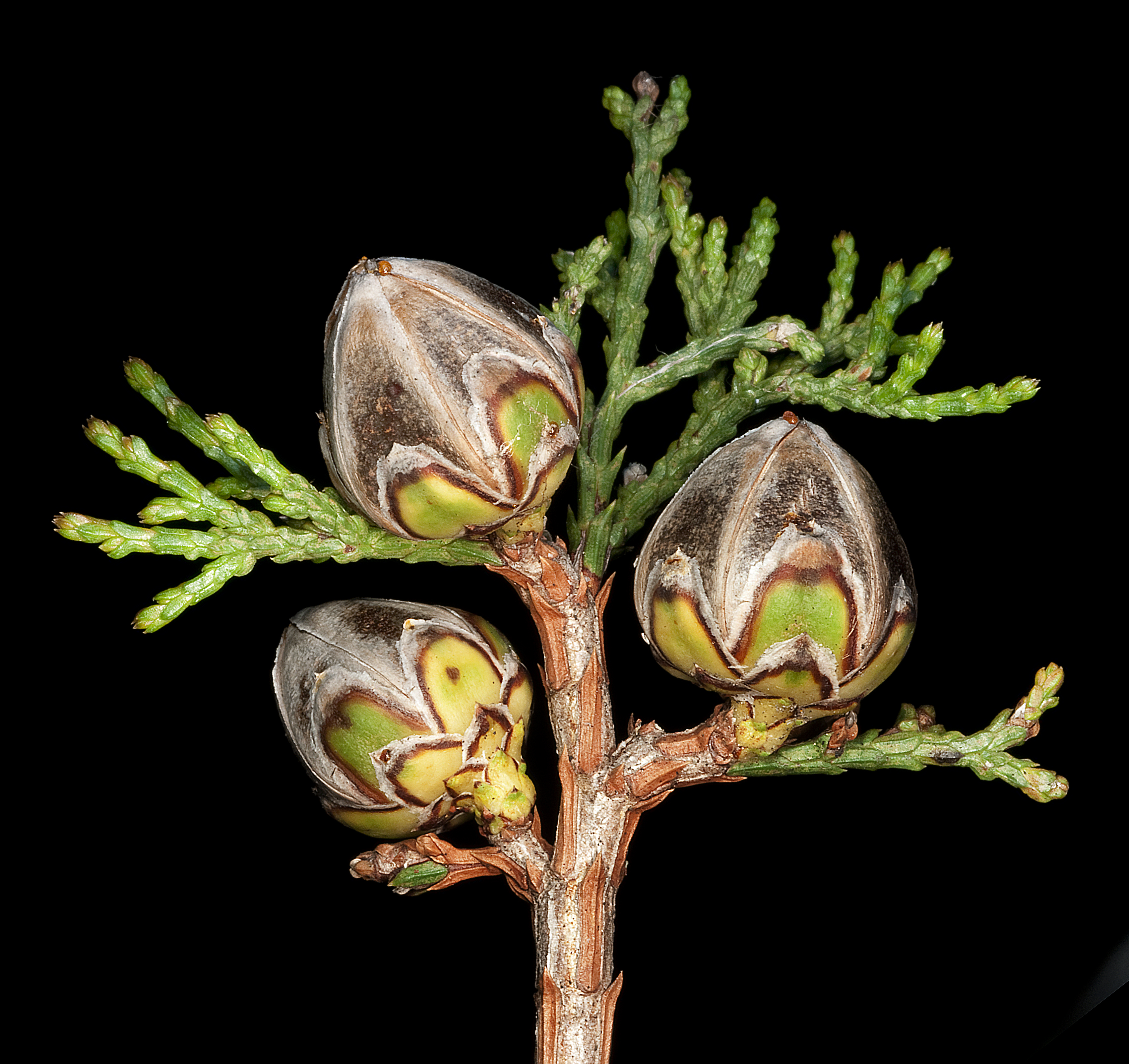
Actinostrobus pyramidalis
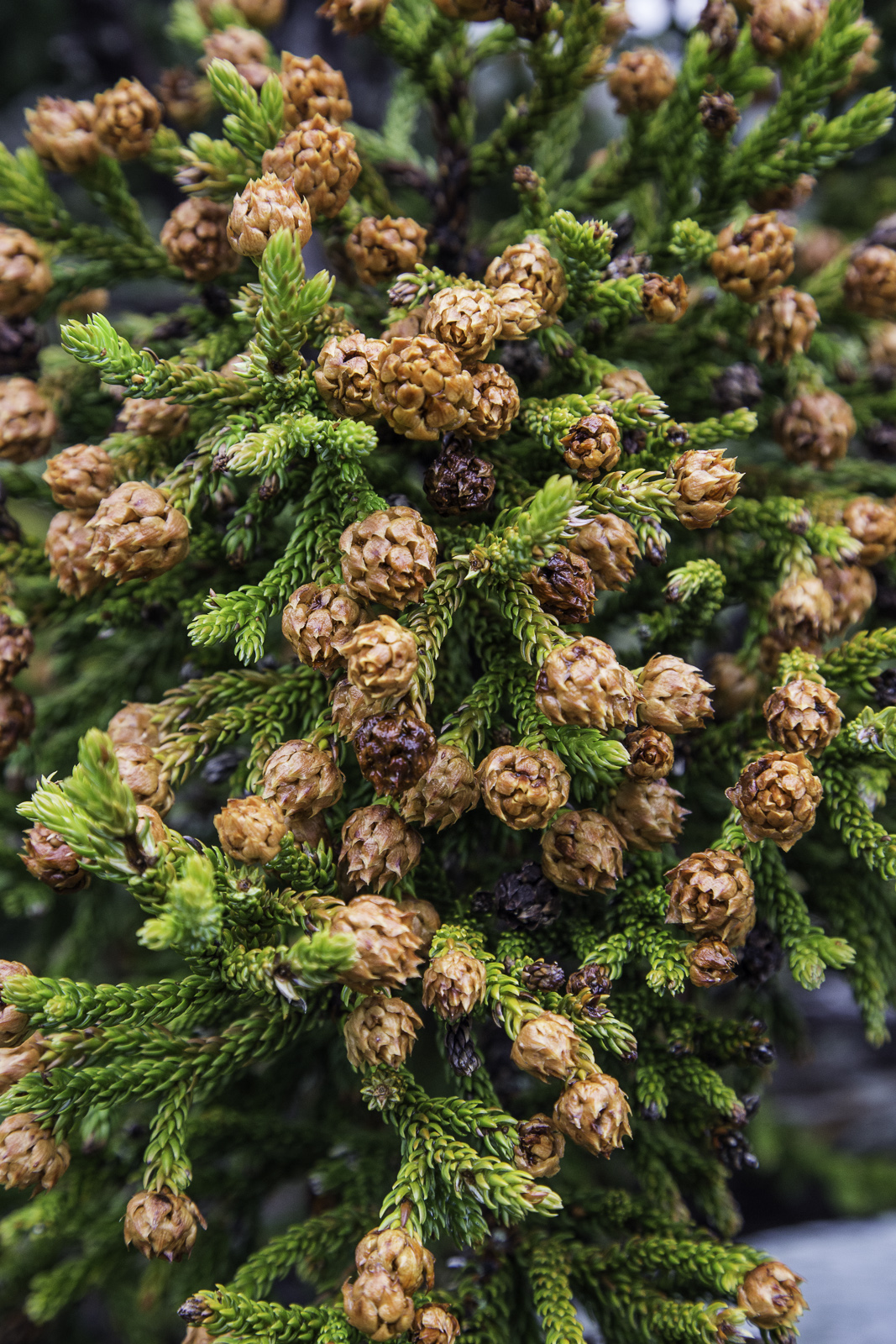
Athrotaxis selaginoides
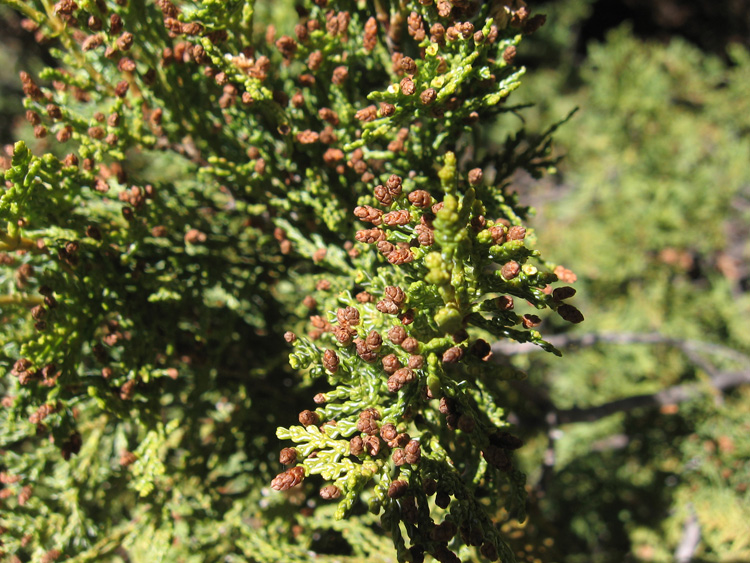
Austrocedrus chilensis
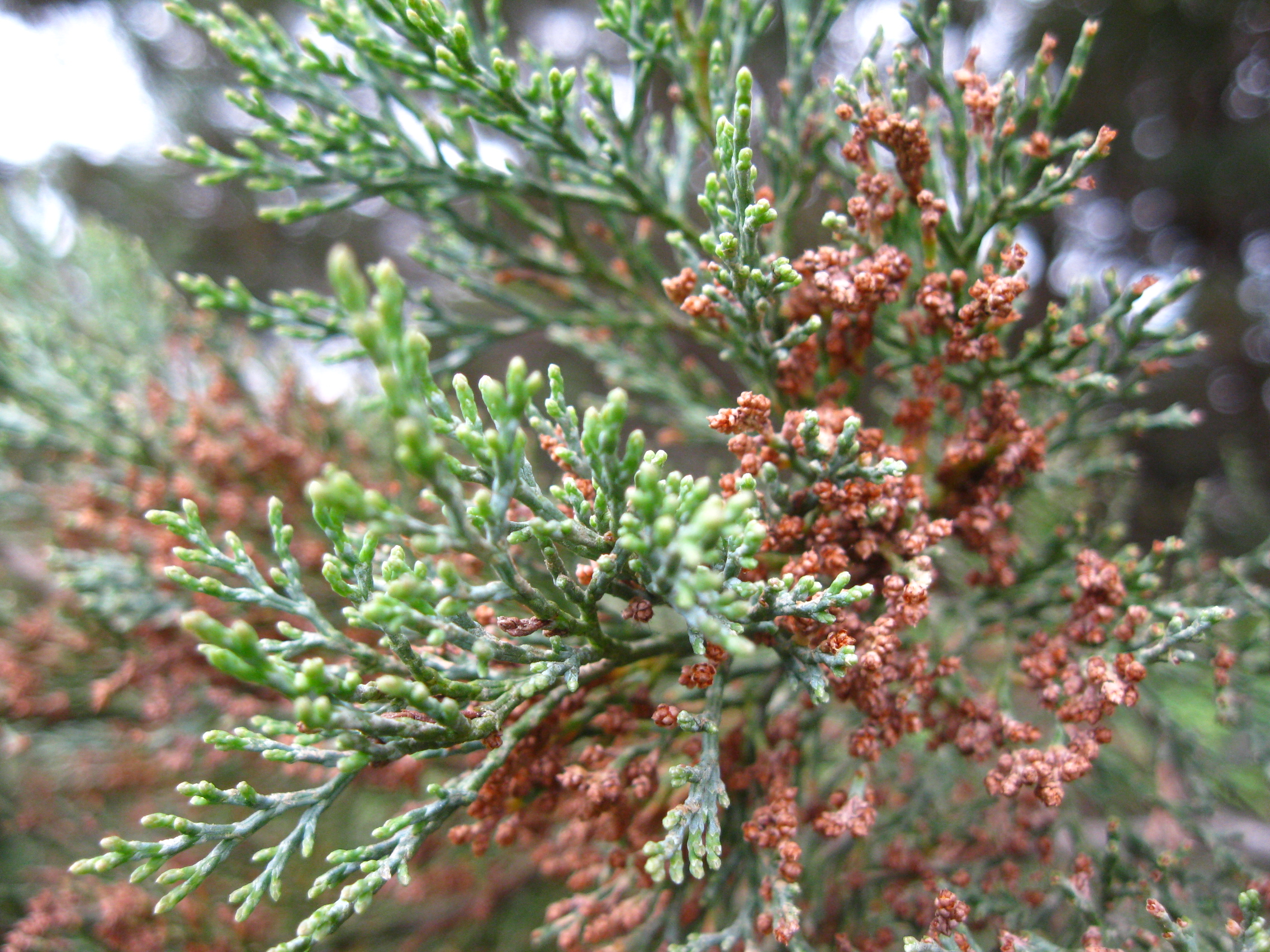
Callitris rhomboidea
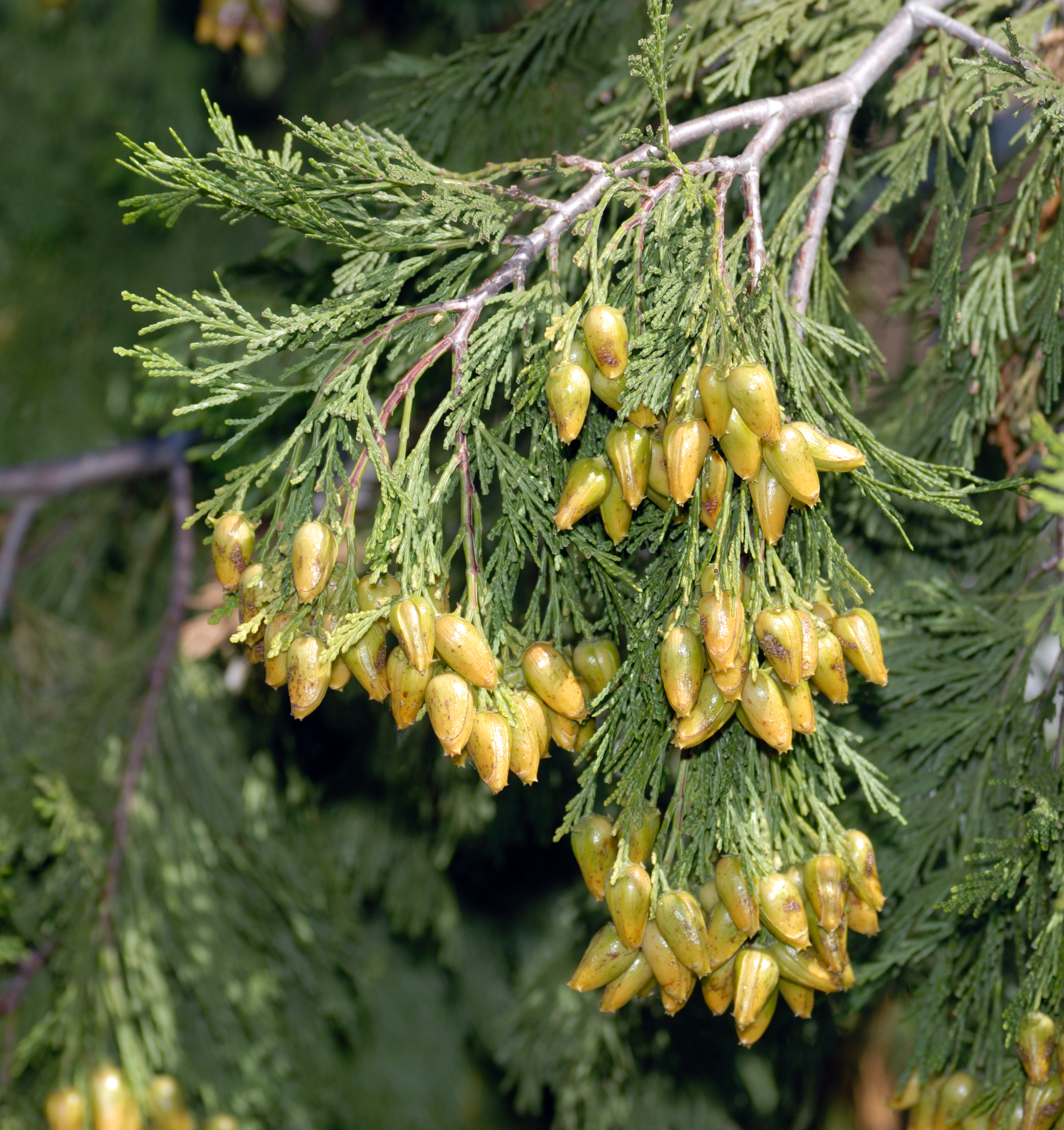
Calocedrus decurrens
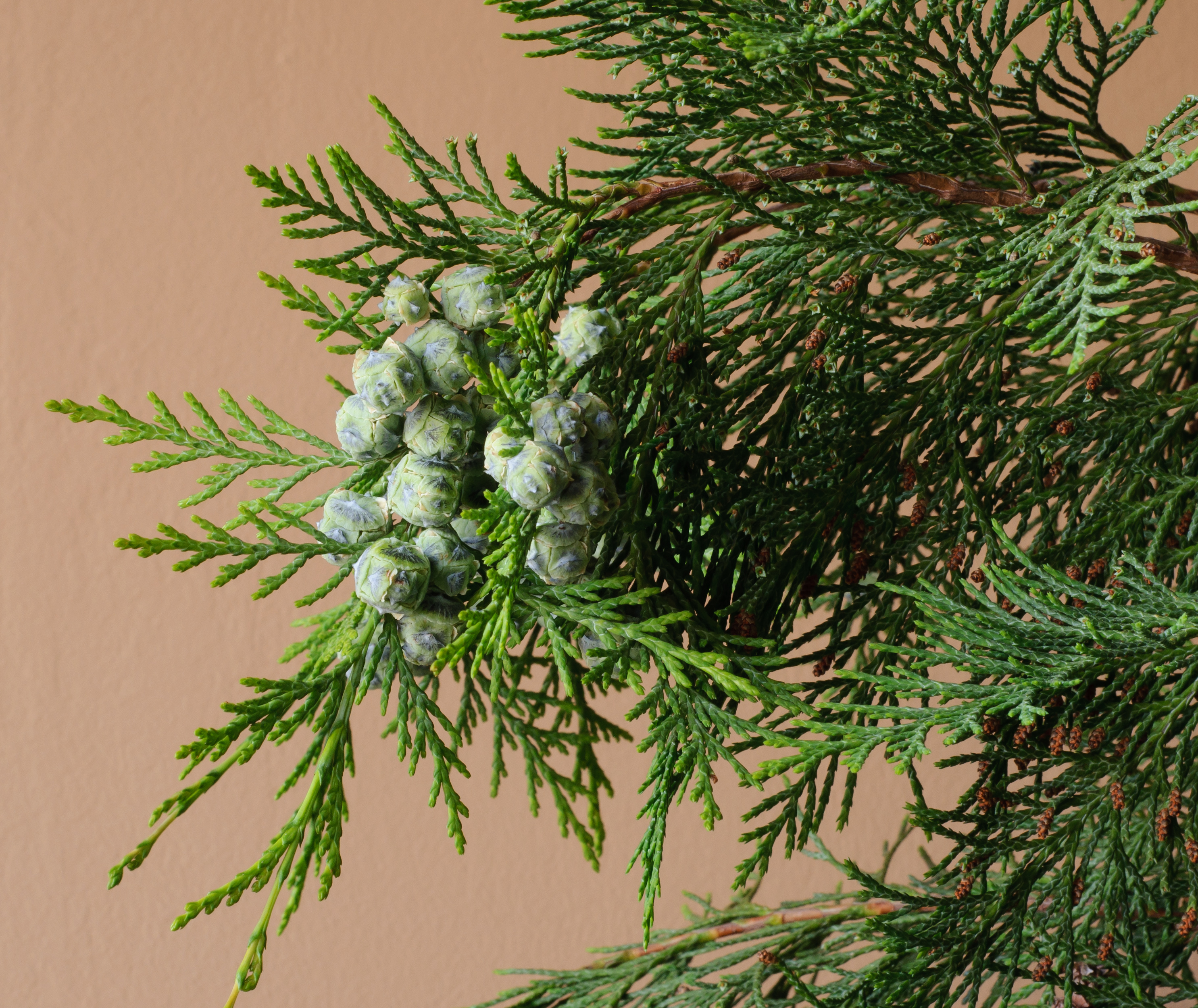
Chamaecyparis lawsoniana
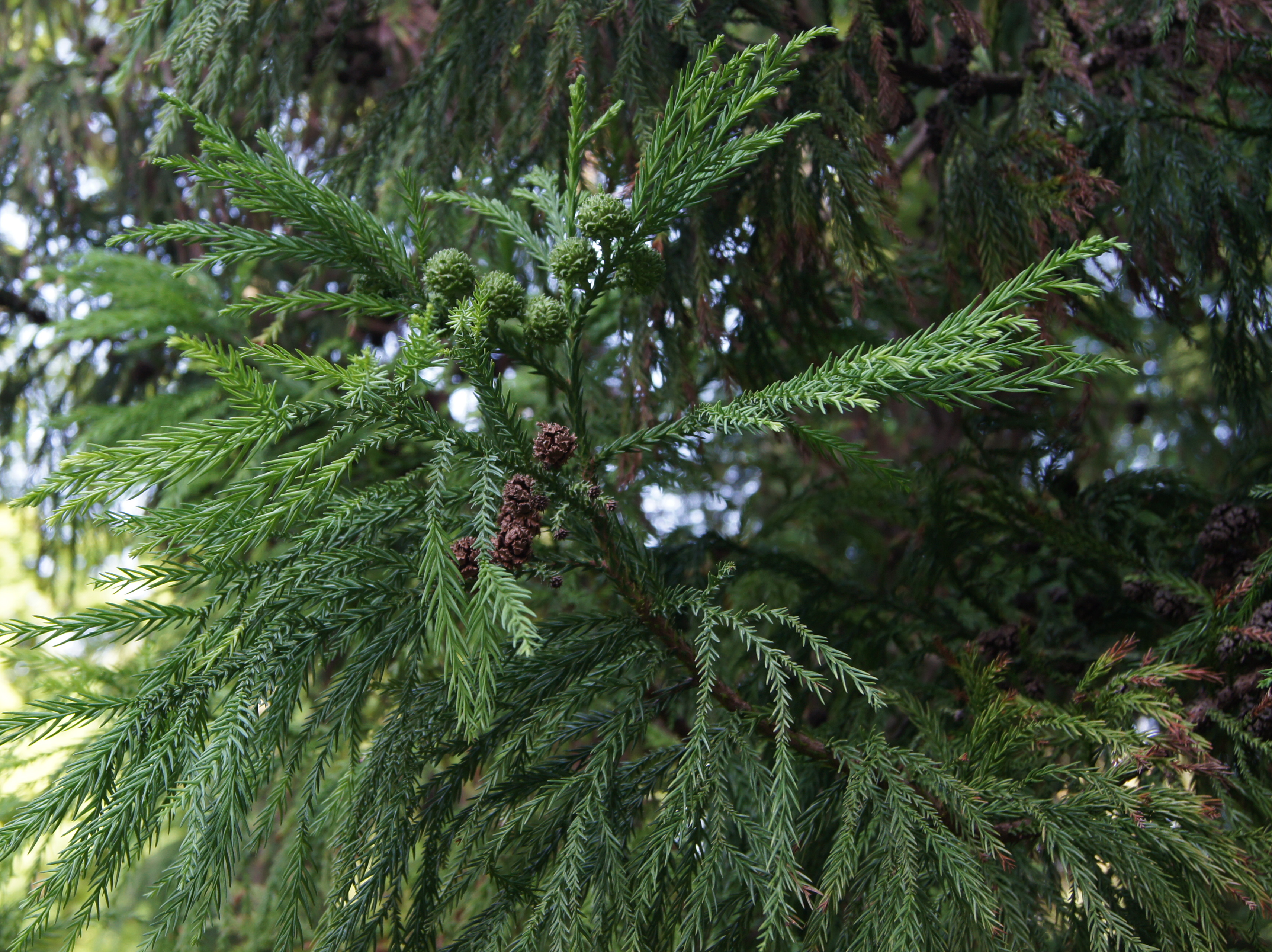
Cryptomeria japonica
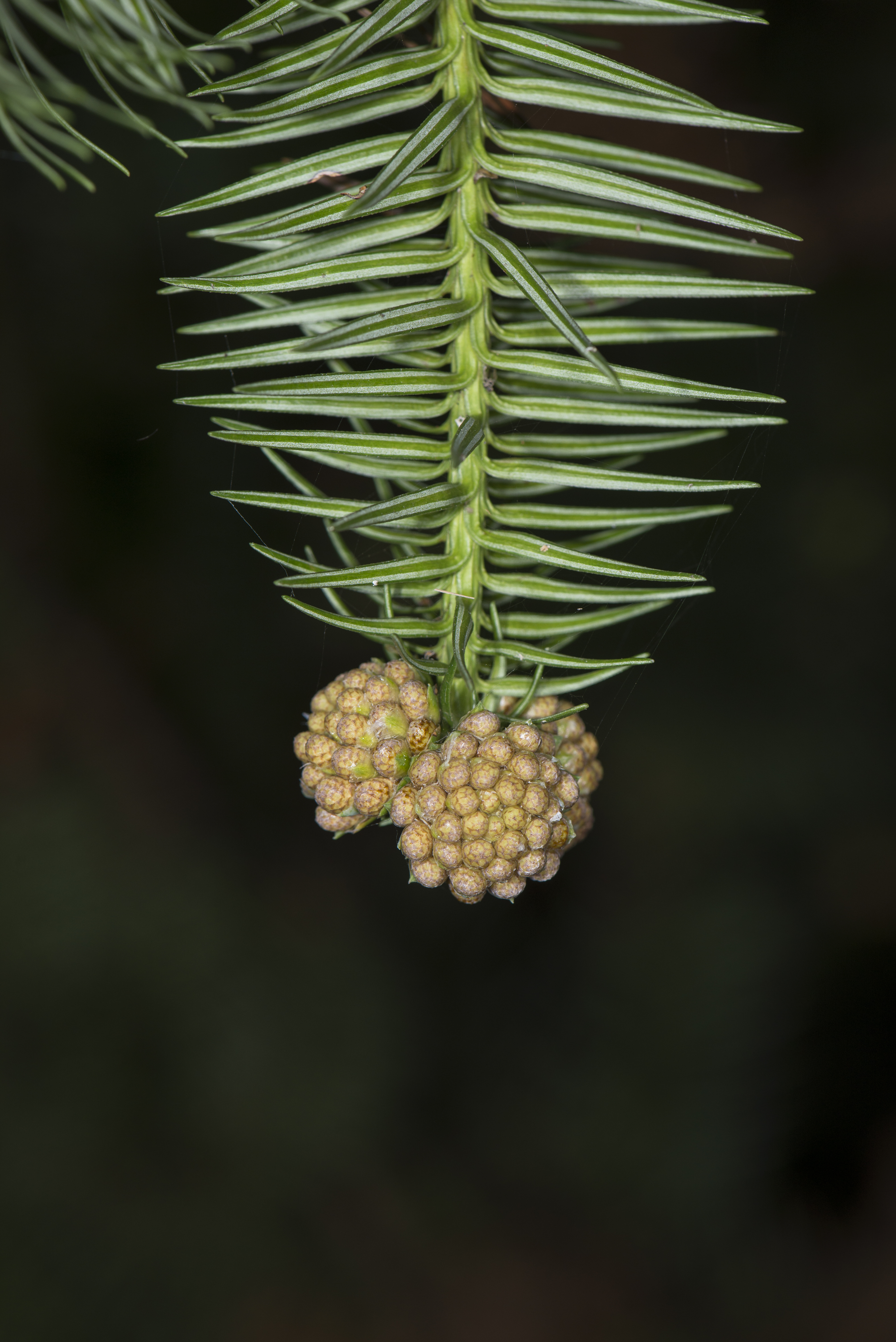
Cunninghamia lanceolata
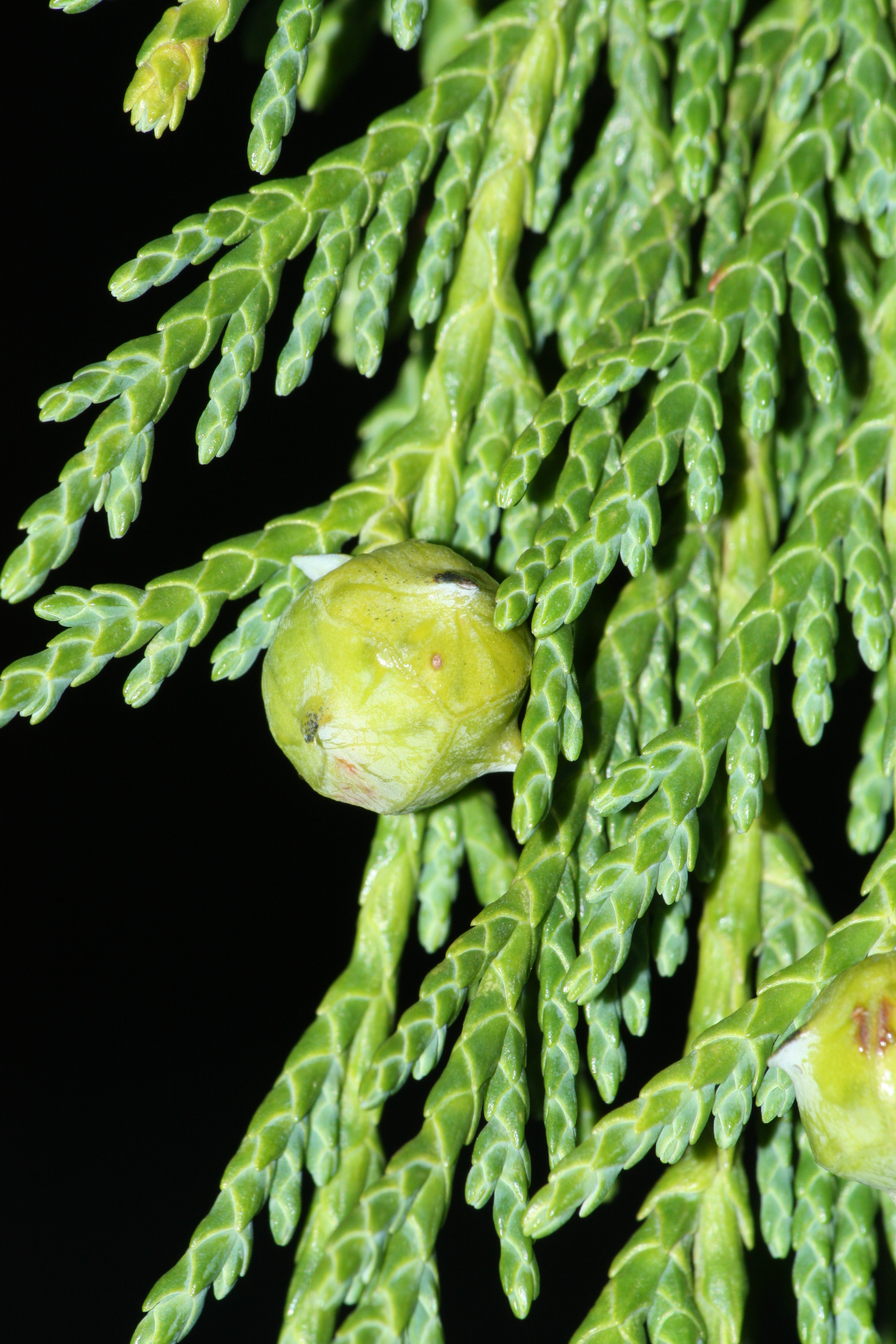
Cupressus nootkatensis
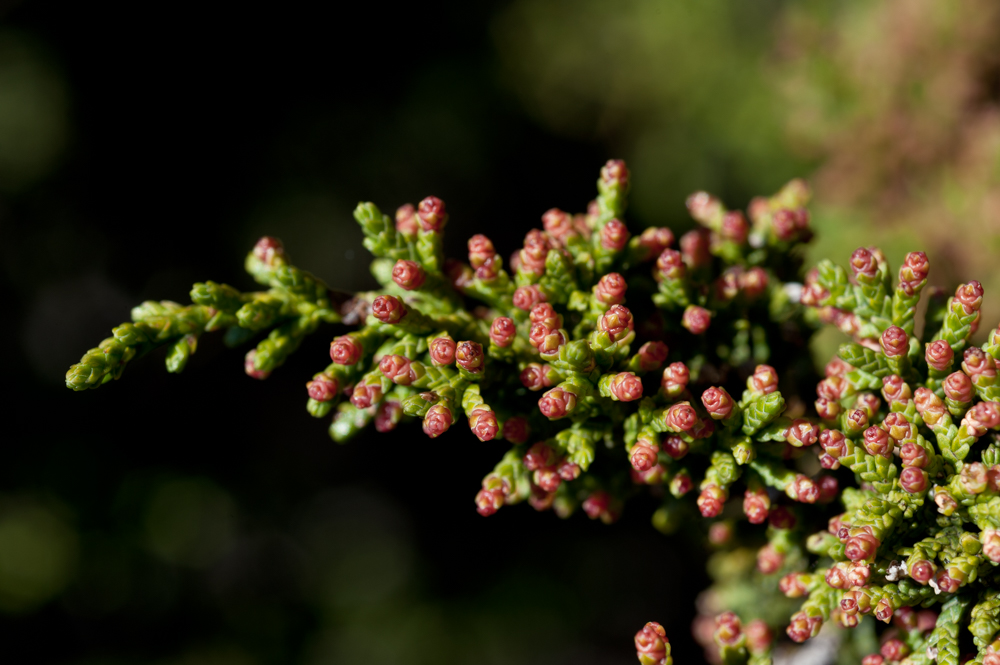
Diselma archeri
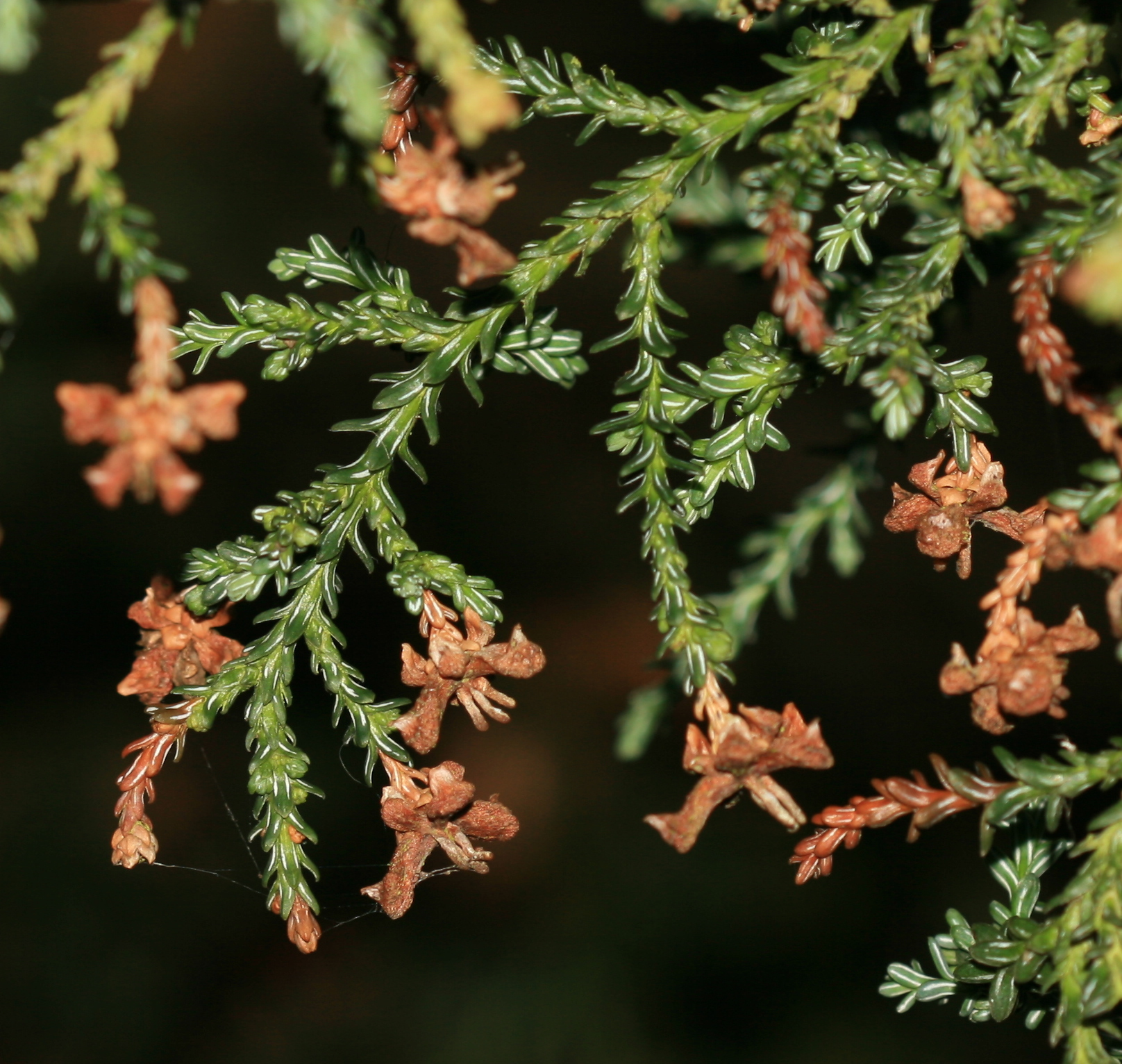
Fitzroya cupressoides
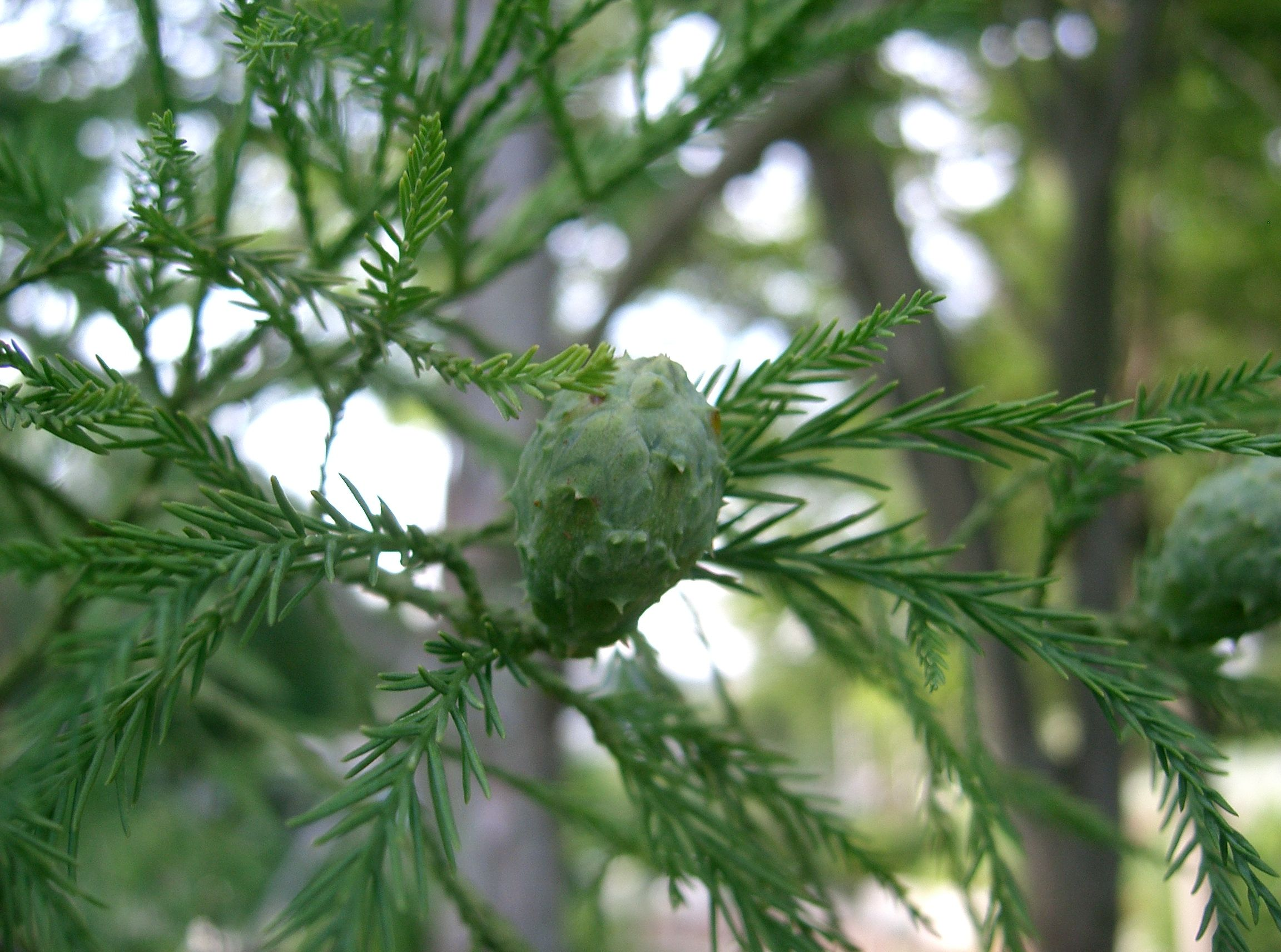
Glyptostrobus pensilis
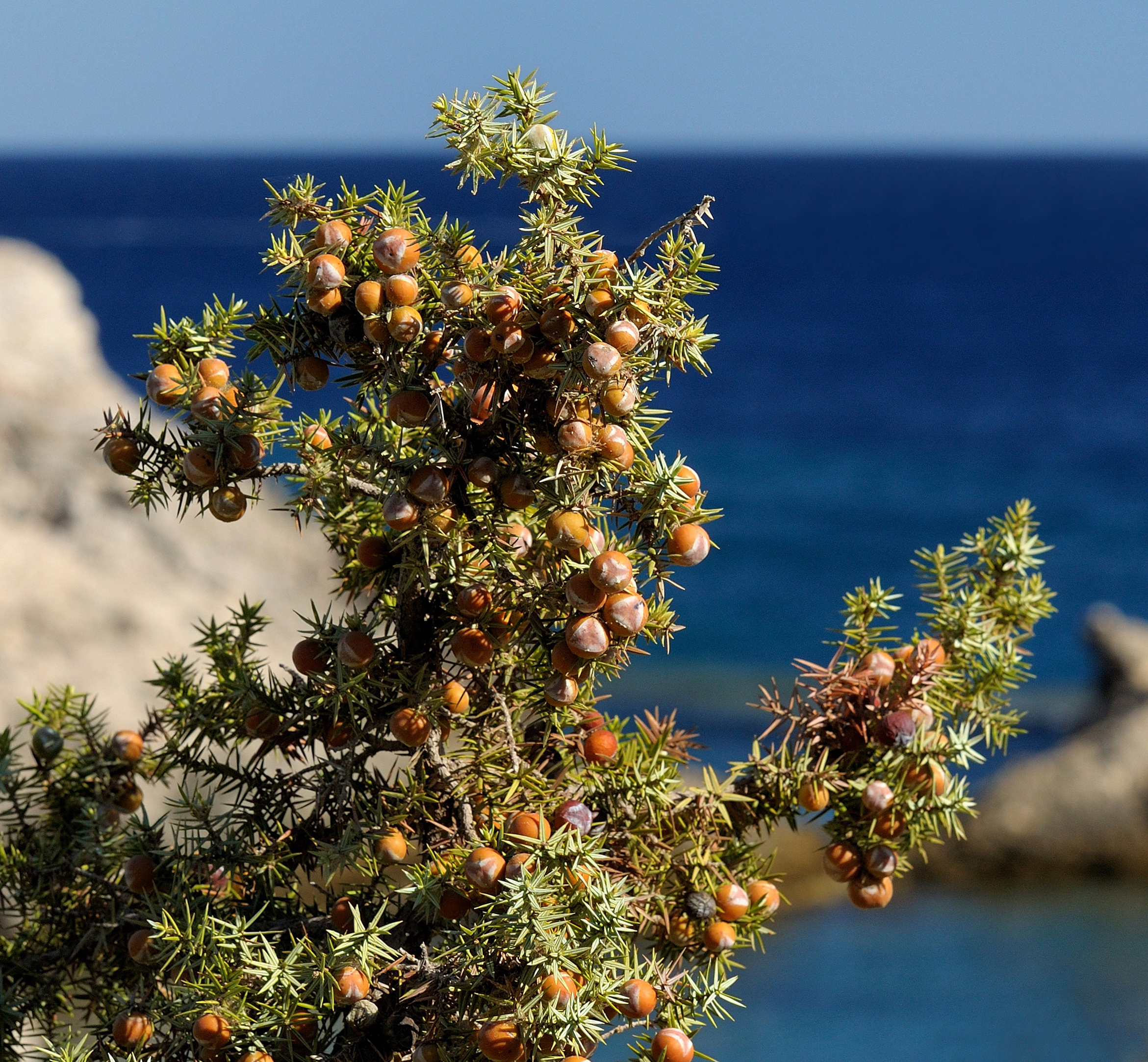
Juniperus macrocarpa
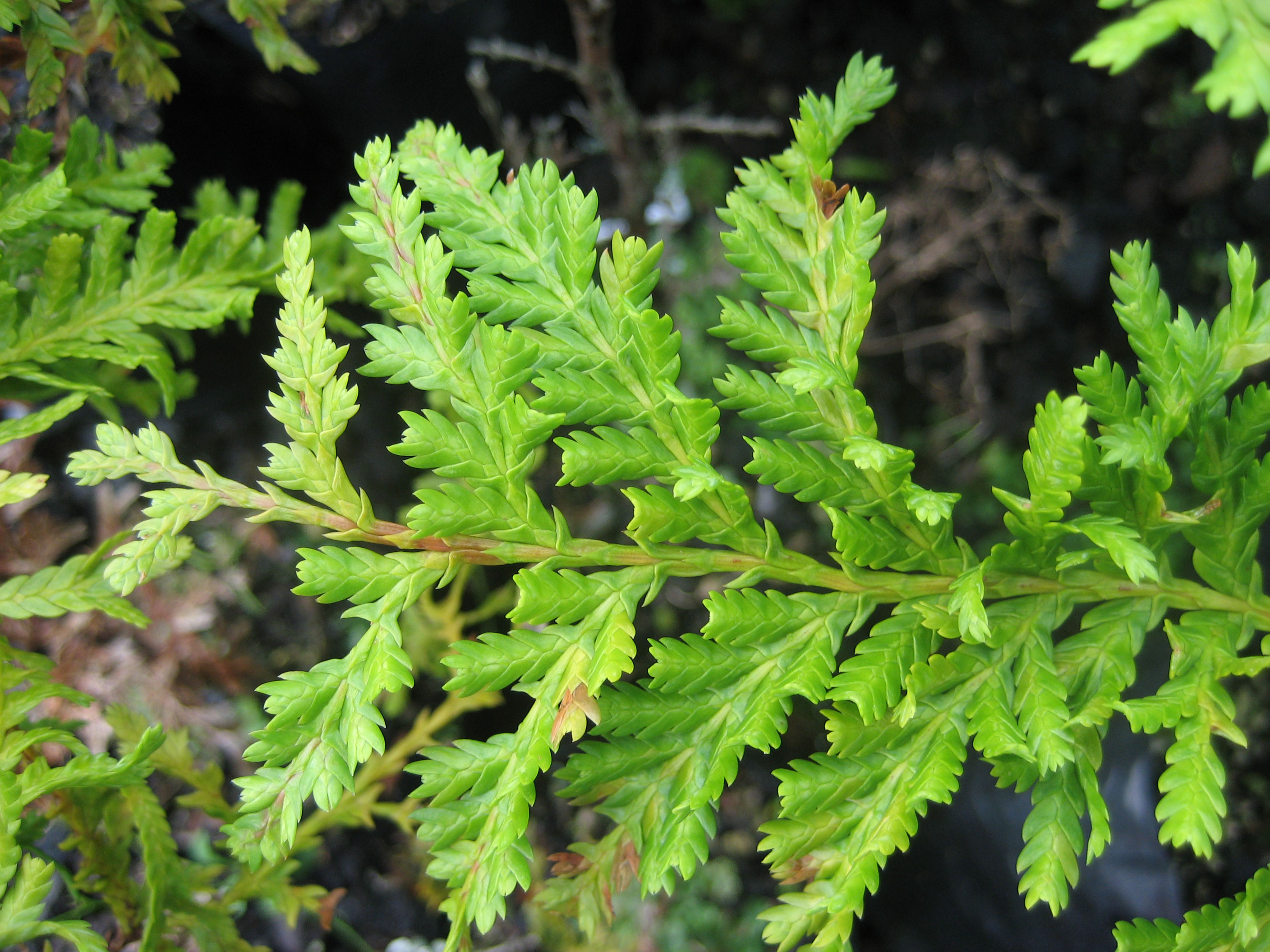
Libocedrus plumosa
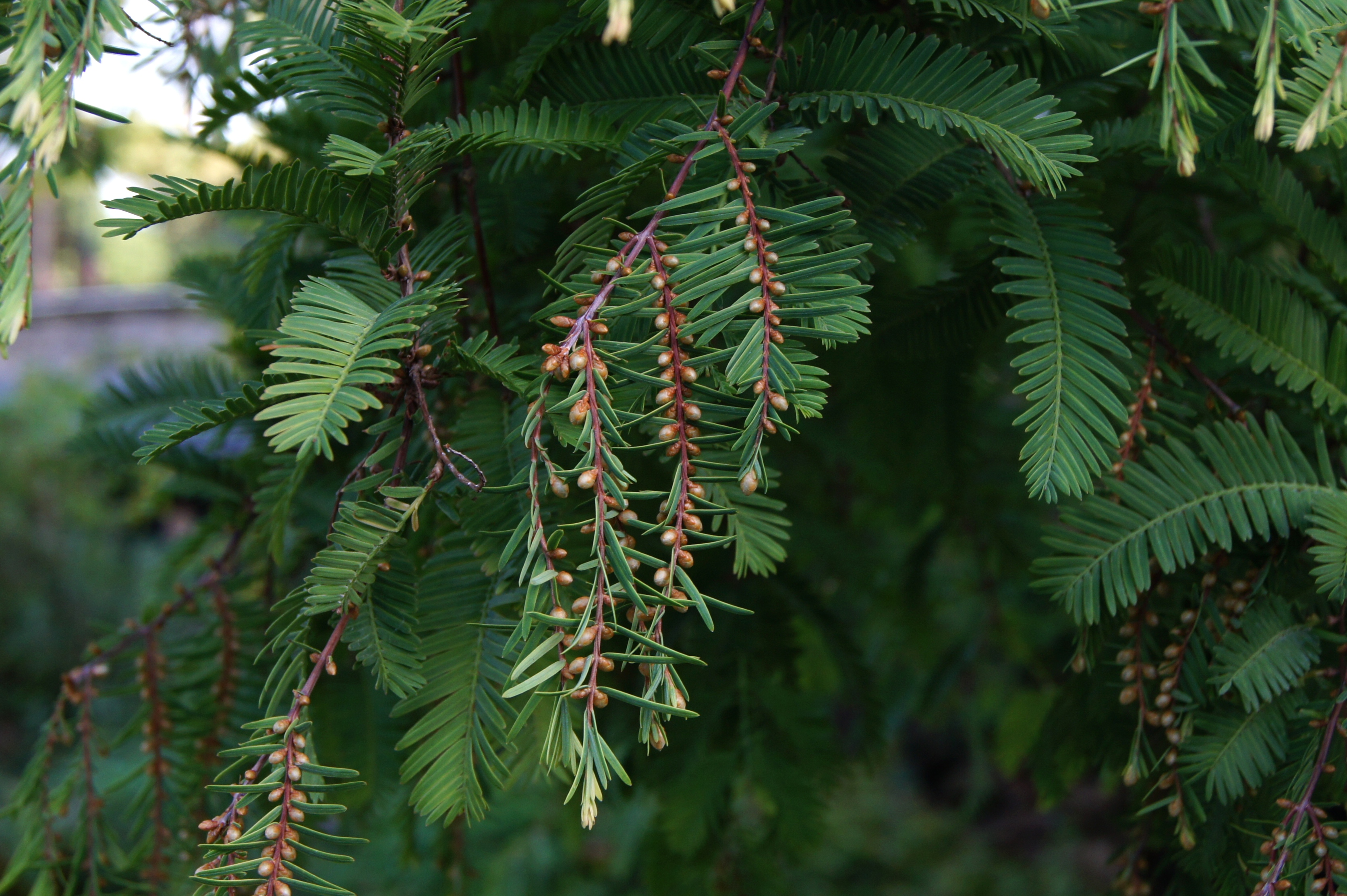
Metasequoia glyptostroboides
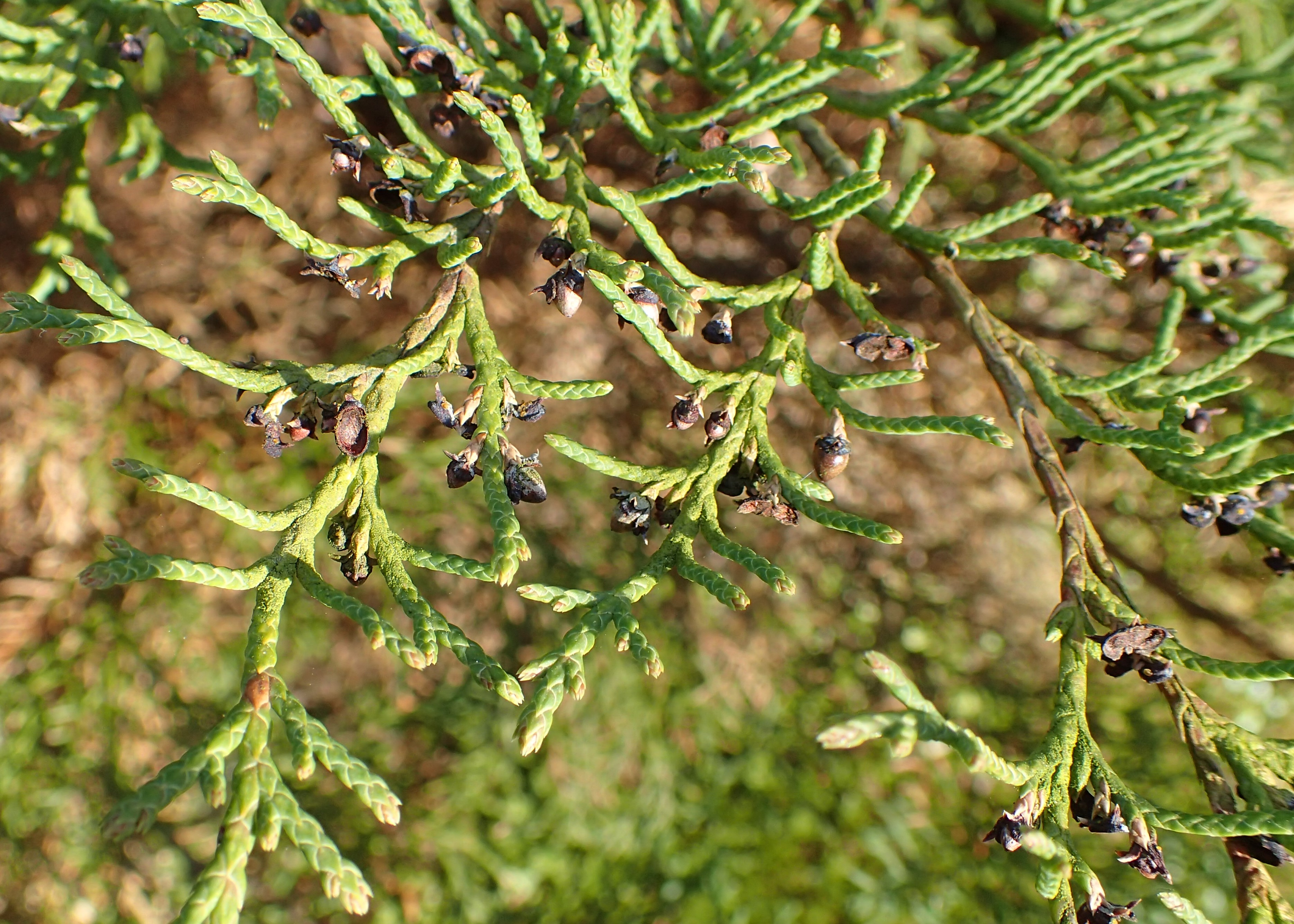
Microbiota decussata
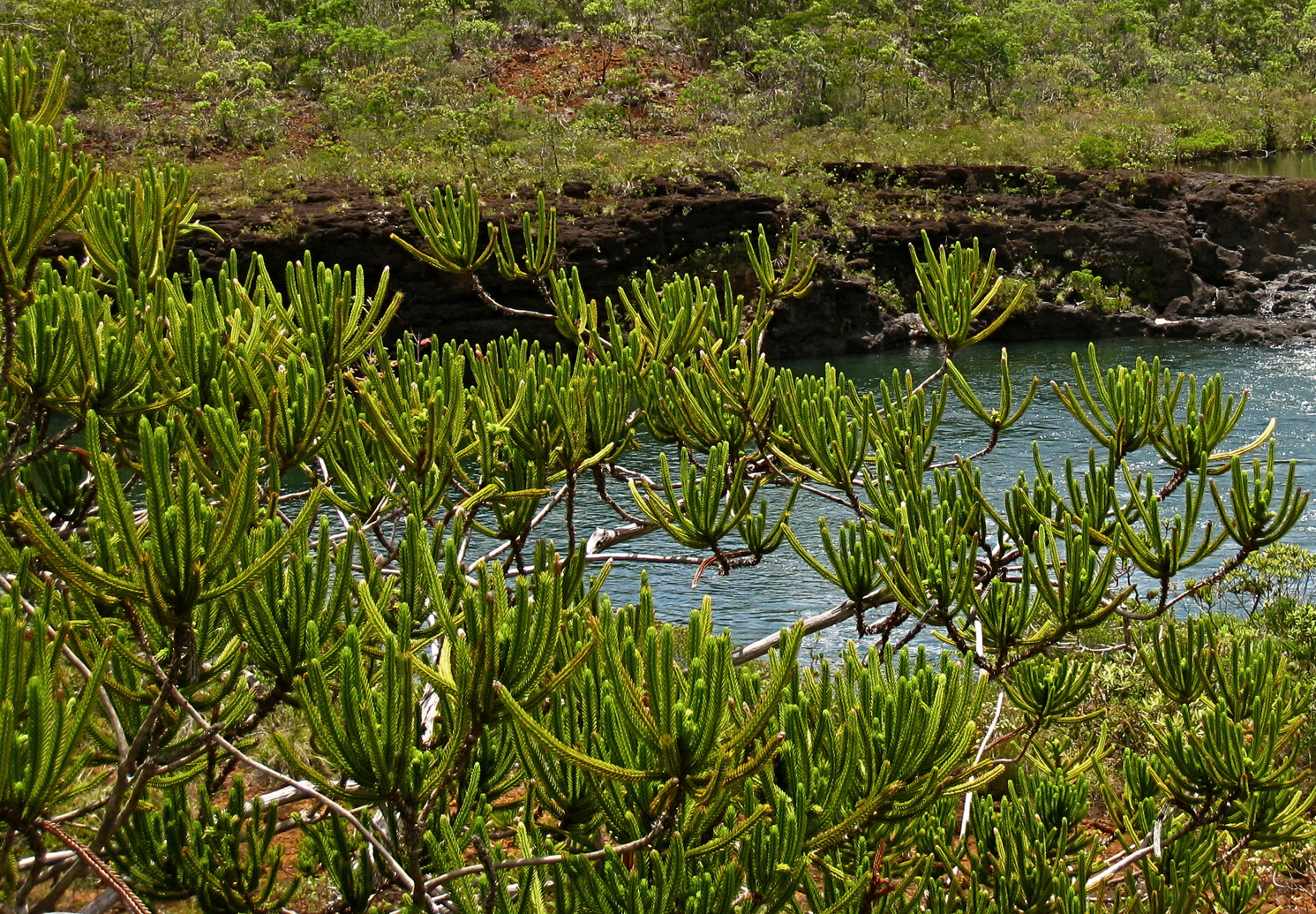
Neocallitropsis pancheri
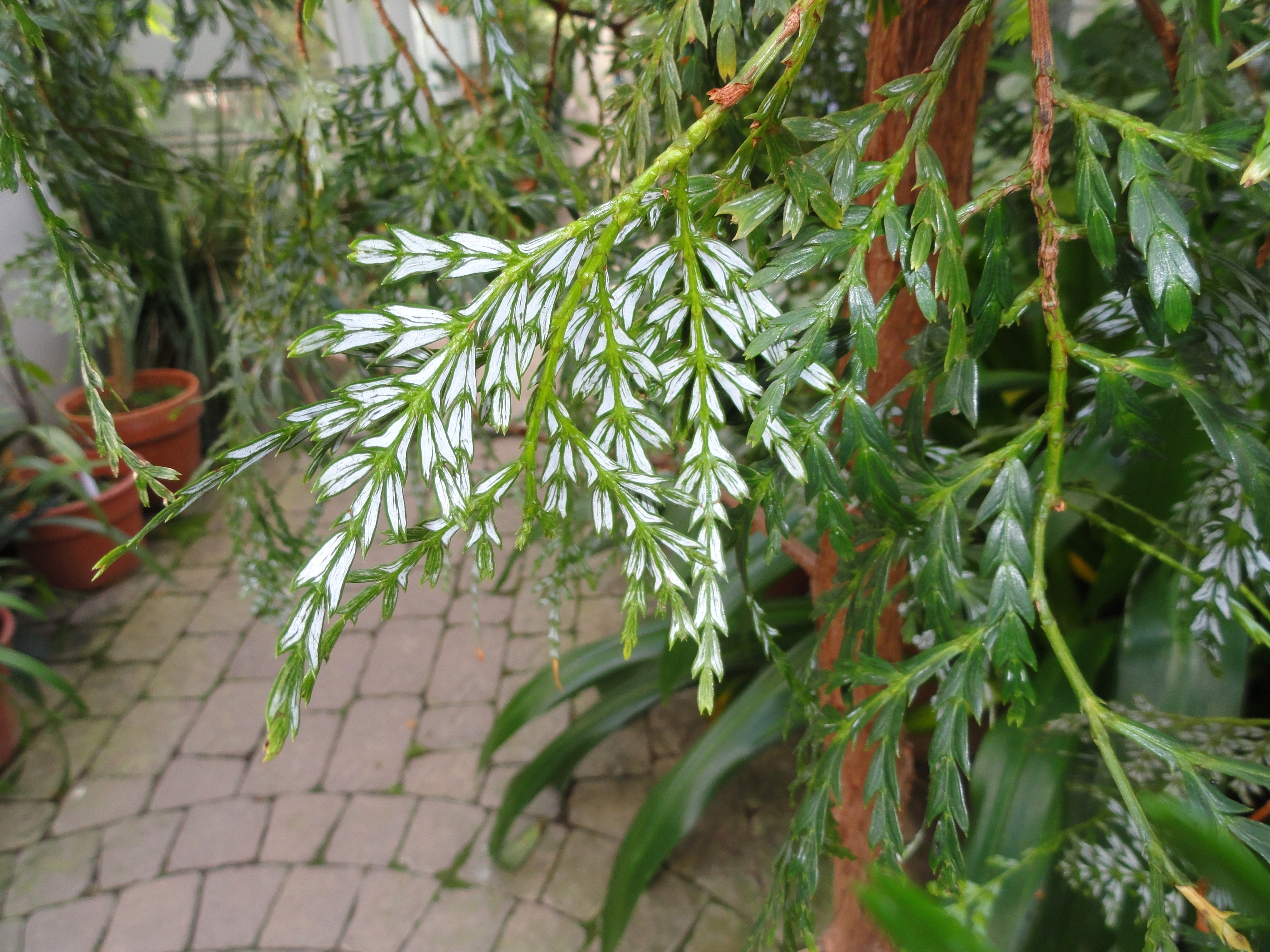
Papuacedrus papuana
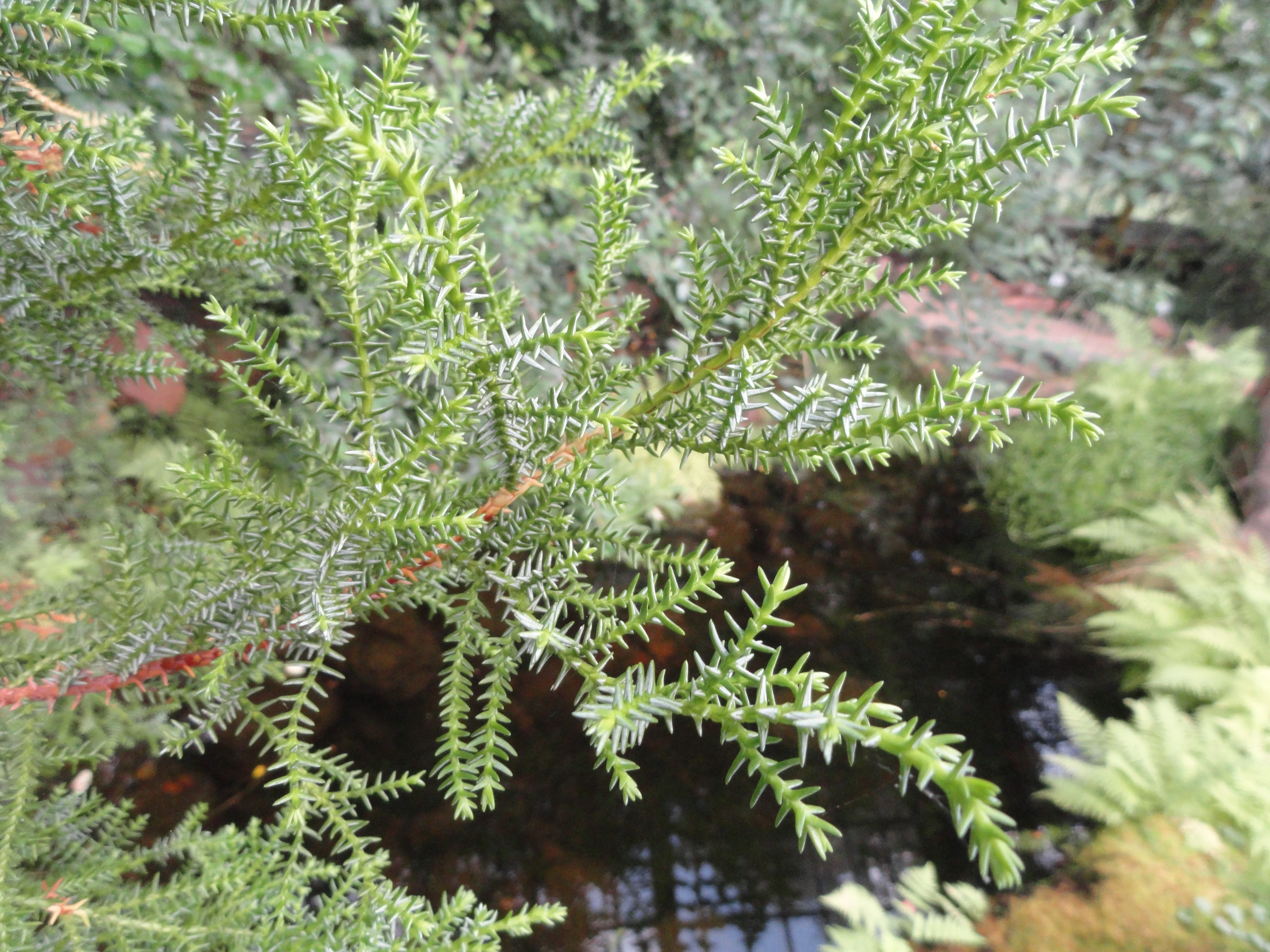
Pilgerodendron uviferum
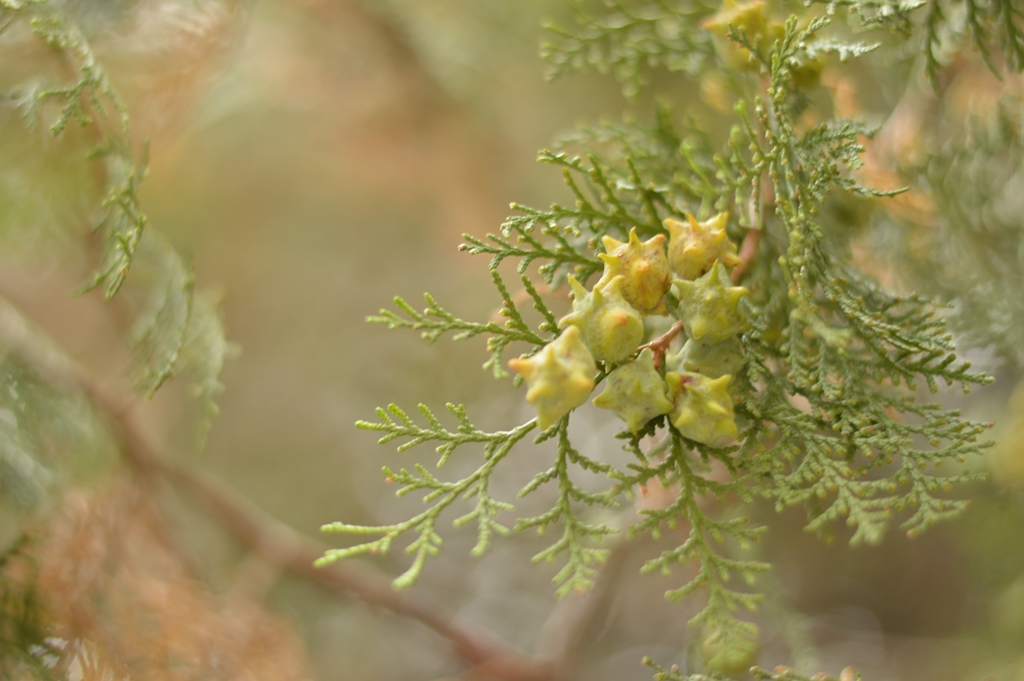
Platycladus orientalis
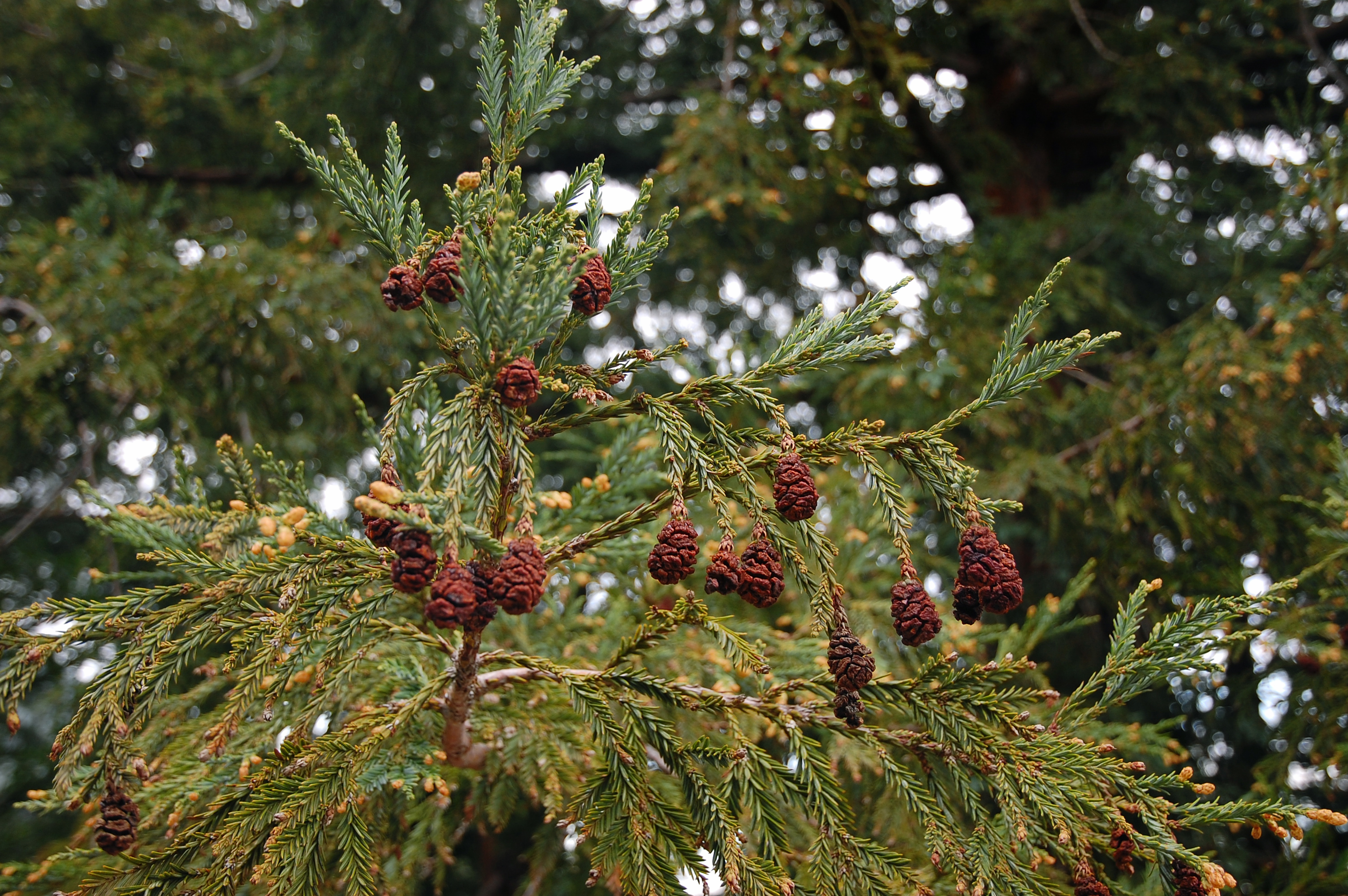
Sequoia sempervirens
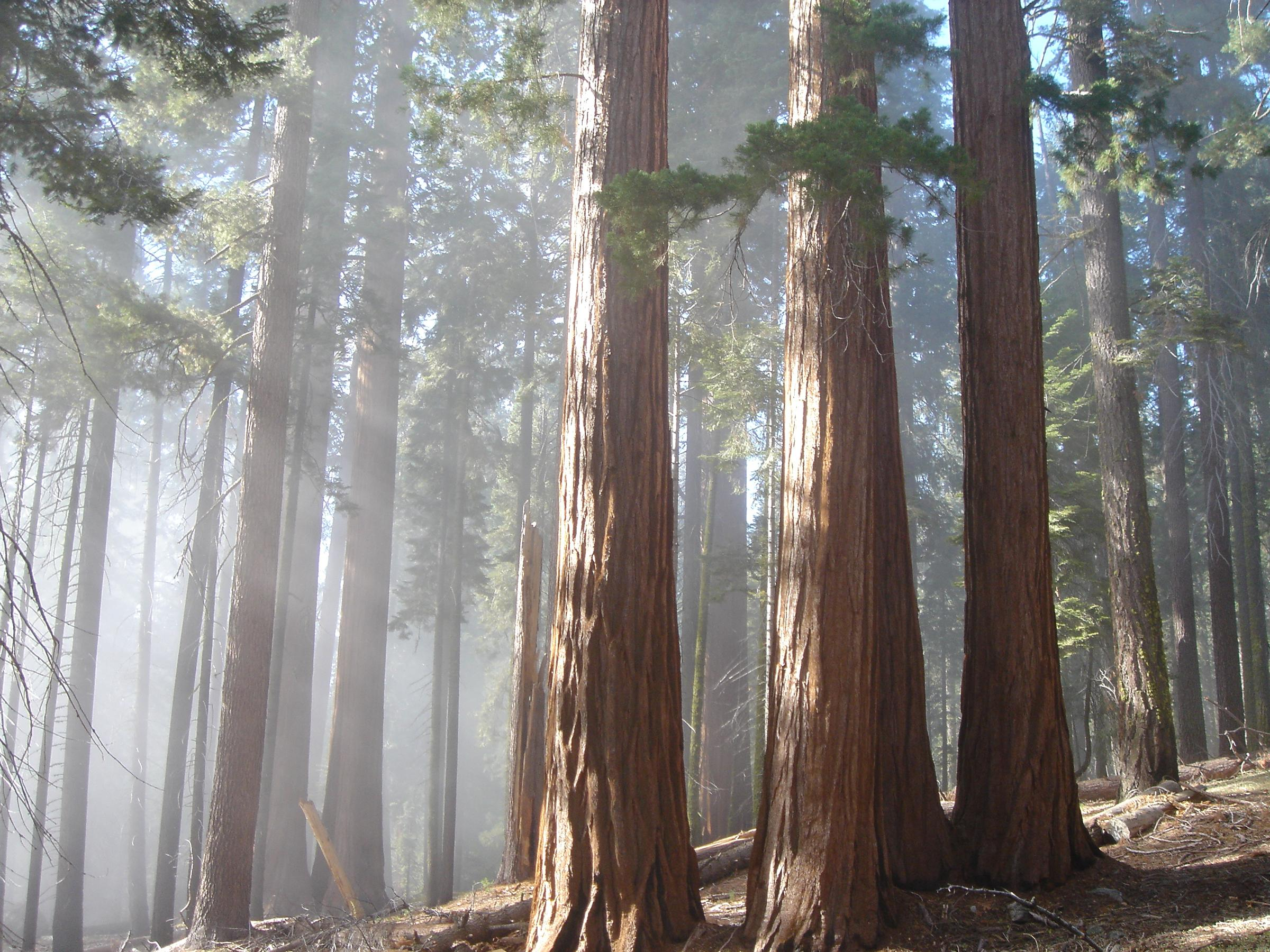
Sequoiadendron giganteum
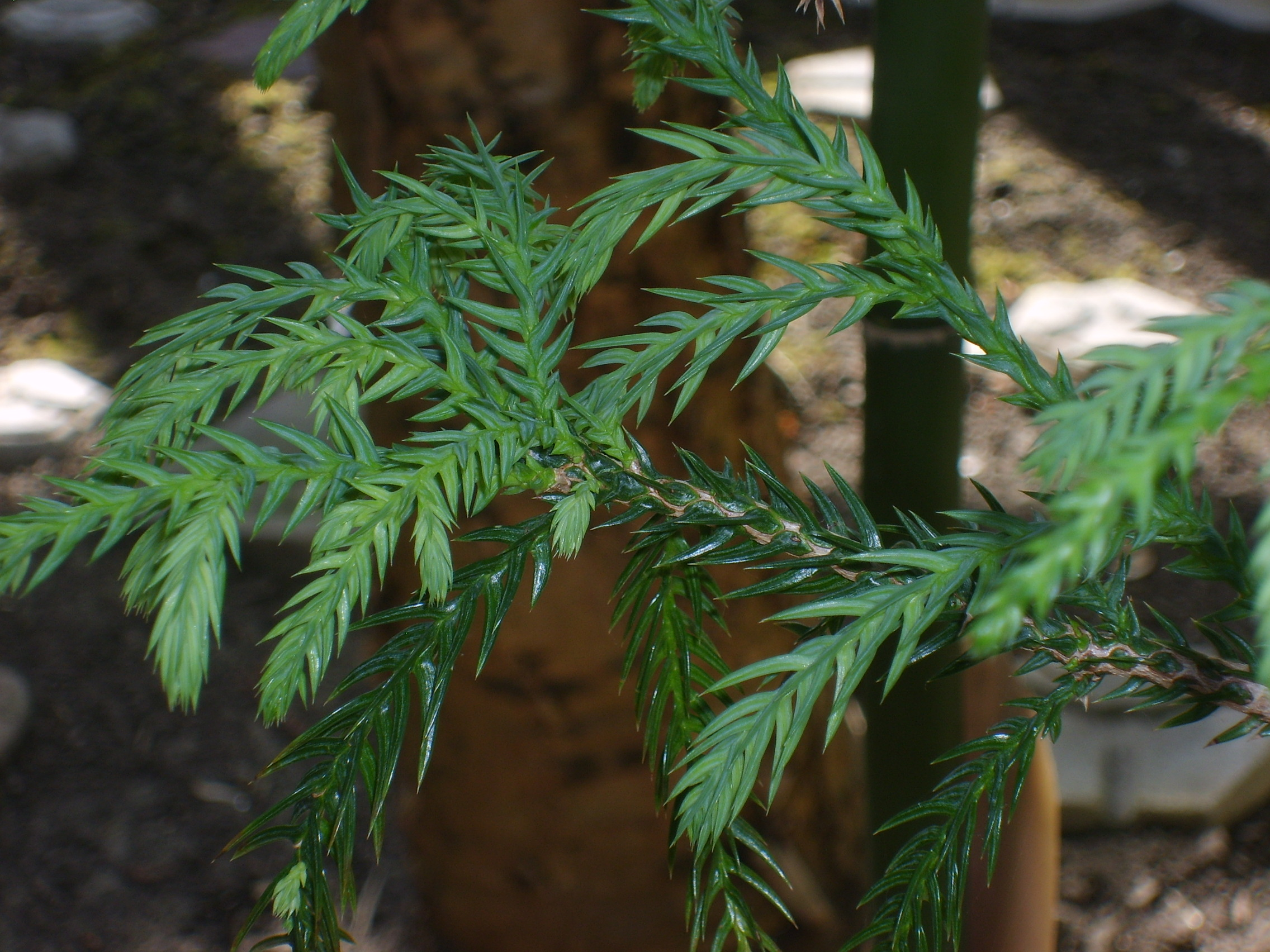
Taiwania cryptomerioides
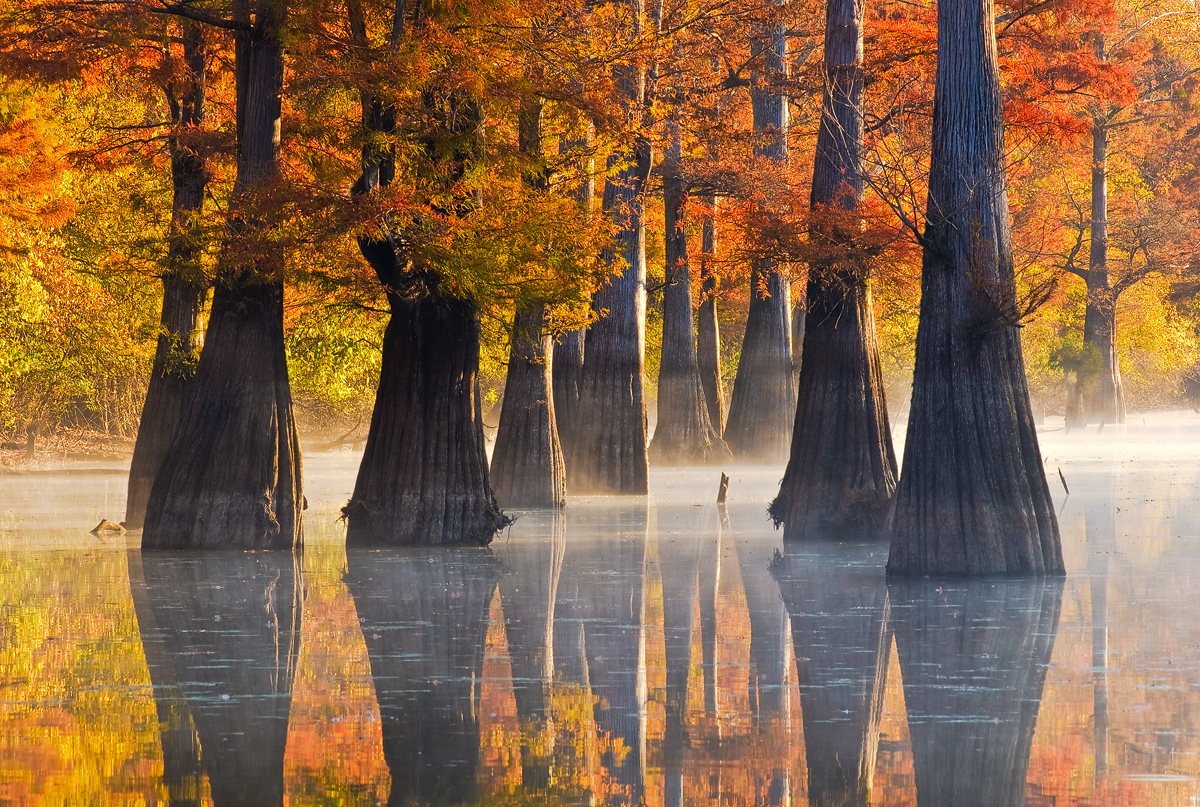
Taxodium distichum
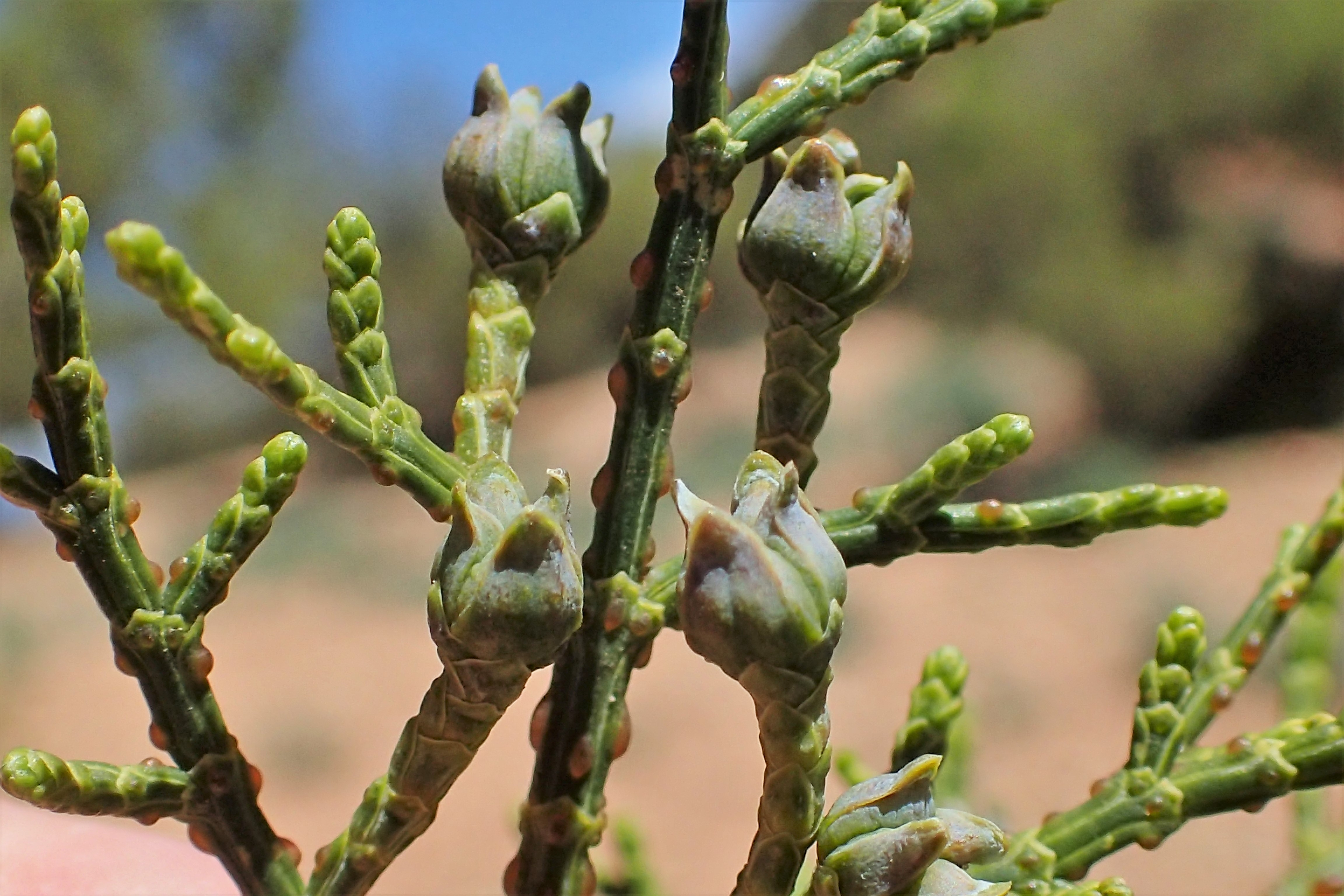
Tetraclinis articulata
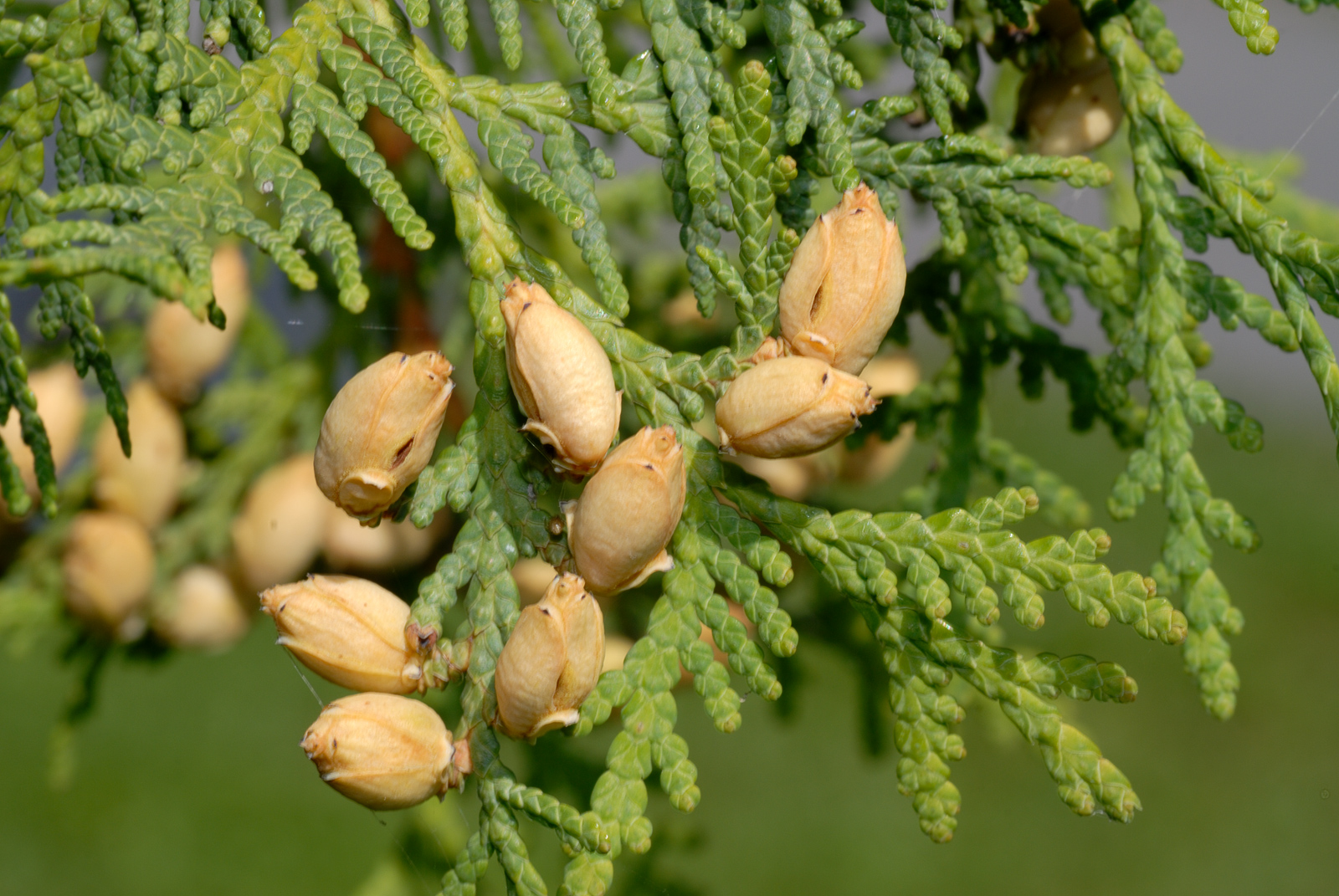
Thuja occidentalis
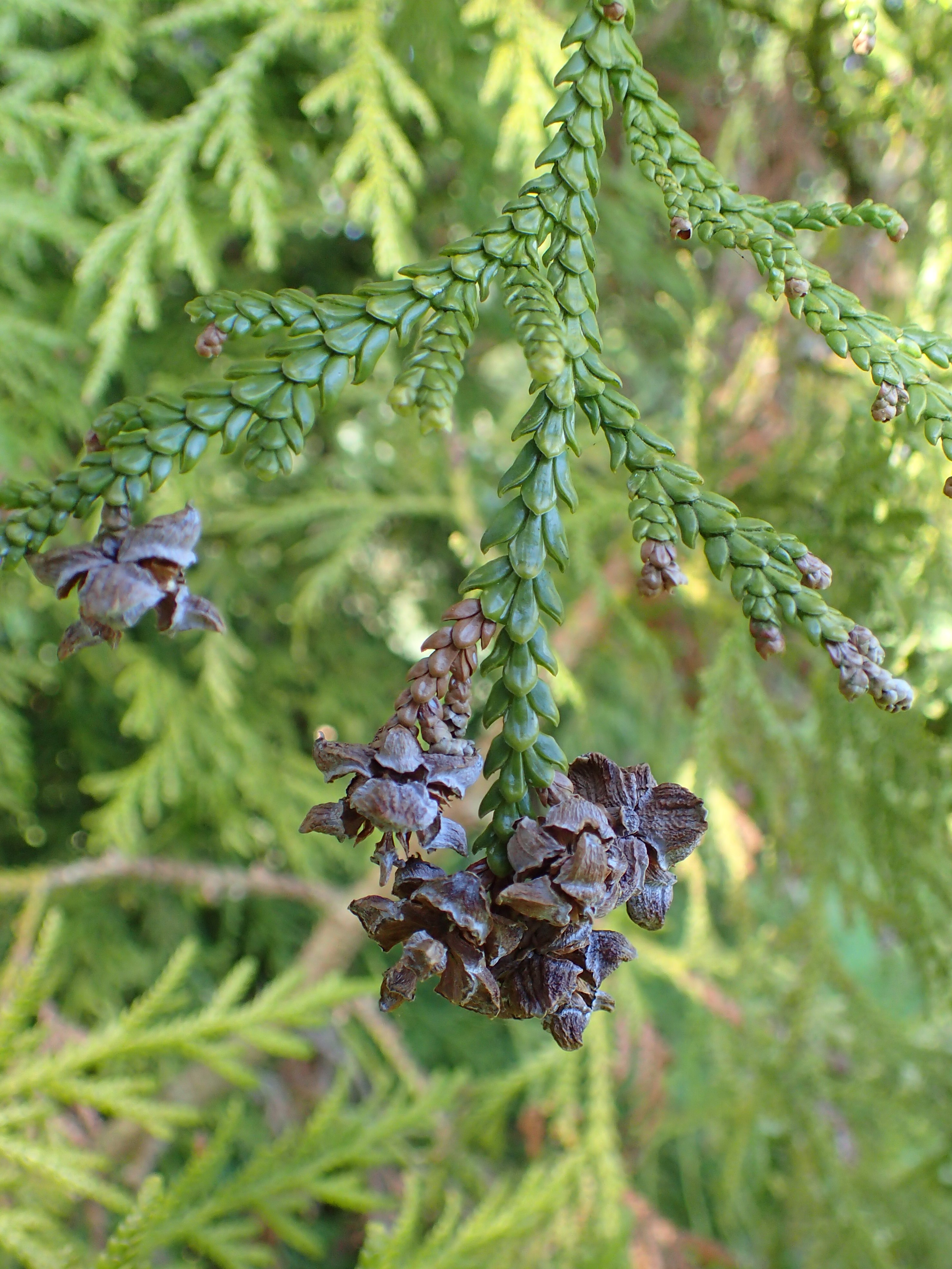
Thujopsis dolabrata
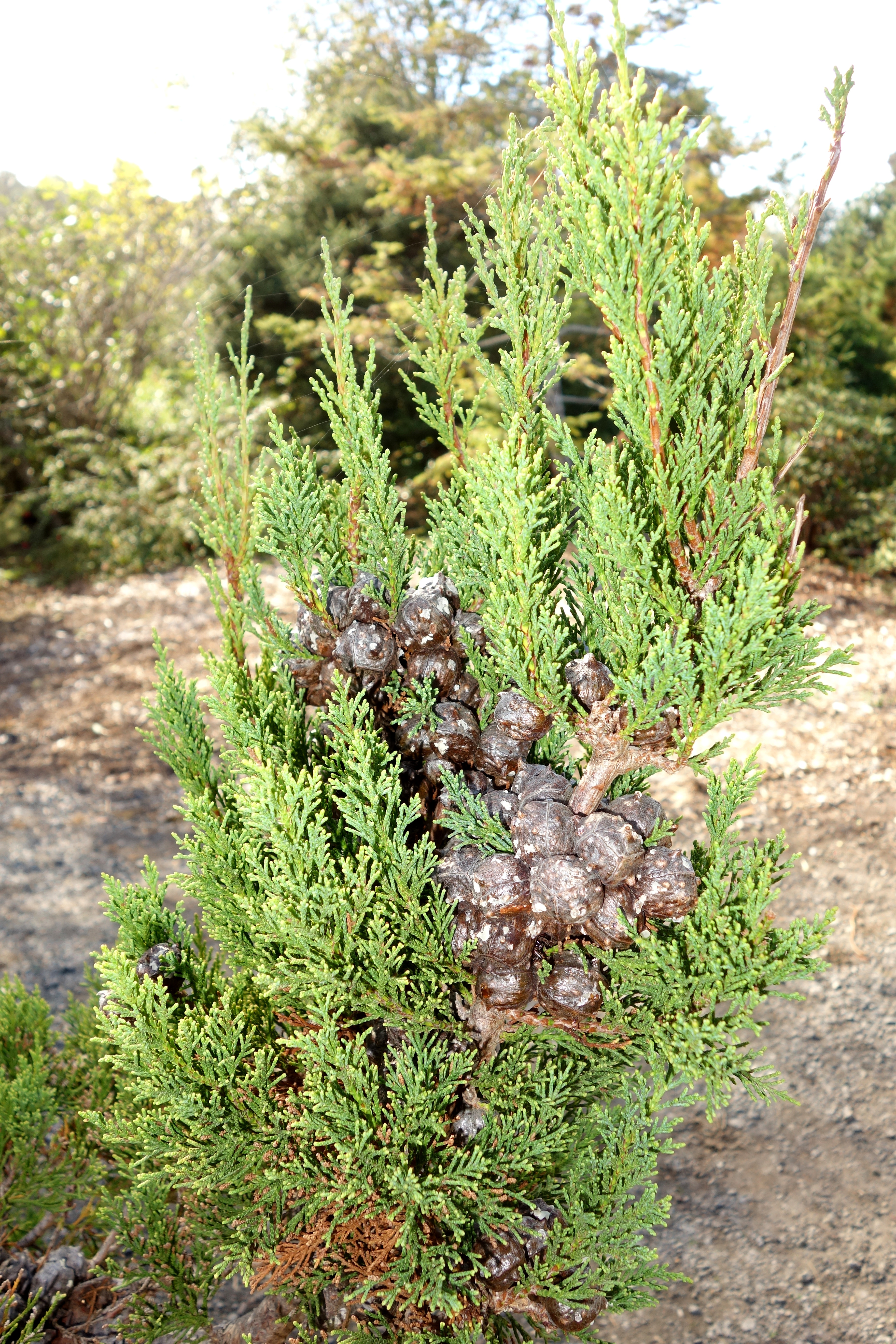
Widdringtonia nodiflora
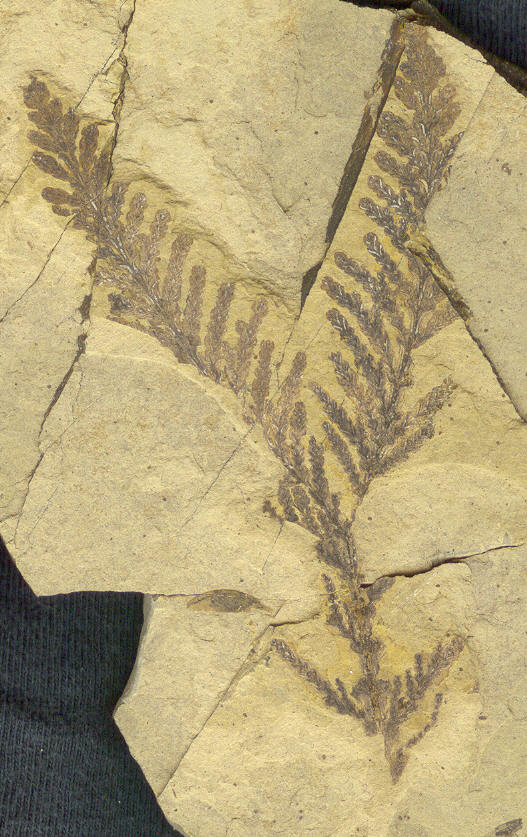
Fossile de Mesocyparis